# Covas (Vila Nova de Cerveira)
Covas ist eine Gemeinde im Norden Portugals.
Covas gehört zum Kreis Vila Nova de Cerveira im Distrikt Viana do Castelo, besitzt eine Fläche von 28,6 km² und hat 603 Einwohner (Stand 19. April 2021). 